# Sikkelvinvaalhaai
De sikkelvinvaalhaai (Hemitriakis falcata) is een haai uit de familie van de gladde haaien.

## Natuurlijke omgeving
De sikkelvinvaalhaai komt voor in het oosten van de Indische Oceaan bij het westen van Australië.
Diepwater sikkelvinvaalhaai (Hemitriakis abdita) · Hemitriakis complicofasciata · Sikkelvinvaalhaai (Hemitriakis falcata) · Japanse vaalhaai (Hemitriakis japanica) · Witvinvaalhaai (Hemitriakis leucoperiptera)